# Е-серије
Е-серије је група прототипа тенкова чији су нацрти направљени у Нацистичкој Немачкој за време Другог светског рата.
Ту групу су чинила шест тенкова; од којих су два тешка тенка, два средња тенка и два лака тенка. Наравно ту су спадале и артиљерије и ловци тенкова, али оне су биле само другачији верзија тенка са бољим топом.
Ове верзије тенкова су пројектоване у циљу да замене већ постојеће тенкове: Панцер 38(т), Панцер III и Панцер IV, Пантер I, док је Е-100 био одговор на поршеов супер-тежак тенк Панцер VII Миш. Ови тенкови нису имали само циљ да замене те тенкове, већ и да буду достојнији (чак и јачи) противиници тенковима из савезничких земаља. Да су тенкови Е-50 и Е-75 били произвођени, њихови засигурни противници би били амерички тенк М26 Першинг, британски Центурион, као и совјетски Т-44, тада нови тенкови тих држава као и Е-серије.

## Тенкови Е-серије
1942. године, канцеларија наоружања војске Трећег рајха је основала специјално одељење, за развој нових тенкова. Шеф тог одељења је био немачки инжењер Хајнрих Ернст Книпкамп (1895—1977), човек који је пројектовао шасије тенка Тигар и Пантер, полугусеничаре SdKfz 2, SdKfz 250 оклопни транспортер и многе налик њему.